# Сінчук Слава
Слава Сінчук (В'ячеслав Сінчук) (нар. 6 січня 1964 у Львові)  — лідер-вокаліст, гітарист, композитор, аранжувальник рок-групи Галактика. Виконує АОР-рок, СИМФО-рок. Член журі музичних конкурсів і фестивалів.

## Біографія
Дід Слави спілкувався з онуком англійською, а батько навчав Славу музики з самого раннього дитинства. Ще бувши школярем, закінчив п'ять класів музичної школи по класу баяна. Першу свою групу зібрав, ще навчаючись у старших класах, назвав її «Teen Gentleman». Хлопці грали кавери на популярні в той час пісні «Deep Purple», «Nazareth», «Black Sabbath» і т. д. Тоді Славу прозвали «Nazareth», що надовго стало його другим ім'ям. У той самий час він пише свої перші пісні та починає працювати солістом групи «Фаворити».
У 1981 Слава епізодично брав участь у виступах львівської групи Супер Вуйки.
У 1985 Славу запросили в Москву у групу «Червоні Маки». Там він познайомився з гітаристом і композитором Сєвою Татаренко, а через деякий час разом із ним пішов із «Маків». Так народилася група «Галактика». Після насичених гастролів по СНД через фізичне та моральне перевиснаження група розпадається, але за час її існування в Москві на студії грамзапису «Мелодія» створюється перша платівка, яка стає популярною і навіть перевидається. Слава збирає новий склад групи, там же на «Мелодії» записує англомовний диск і разом із продюсером Ованесом Мелік-Пашаєвим група їде в Америку, де працює 5 років. Незважаючи на те, що  американці називали «GALAXY» музикою, яка випереджає час, закріпитися в американському шоу-бізнесі групі не вдалося. Група розпадається, а Сінчук за сімейними обставинами повертається в Україну, де вирішує втілити свою мрію — створити групу світового рівня на батьківщині. Разом із першим складом групи Слава Сінчук ознаменовує своє повернення пам'ятним концертом «Галактика-РОК», де збирає до себе найкращі рок-гурти СНД. На теренах України у співпраці з фінансовою корпорацією «АТІКА» Слава випускає свій перший український відеокліп на хіт «Всё прошло» і продовжує працювати над новими альбомами. З 2002 по 2006 рокт плідно співпрацює з продюсером Андрієм Колясою. 
```
У 2010 році переживає клінічну смерть.
```

Після одужання взяв участь у відновлених Супер Вуйках (упродовж 2011—2015 рр.).
У 2015 році почалася активна творча співпраця зі співачкою та композитором Каріною Плай — запропонував їй увійти в оновлений склад ГАЛАКТИКИ, випустив із нею два спільних альбоми.
Проживає і працює у Львові.

## Дискографія
1. «В атмосфере гласности»
2. «Всё как в сказке»
3. Рок-Панорама 1987
4. GALAXY
5. Made in USA
6. Lost in Heaven
7. Heart of Stone
8. Стіна  (feat. Karina Plai ) -  unrelease yet